# Stanisław Lamperski
Stanisław Lamperski (ur. 23 września 1952 w Poznaniu, zm. 25 września 2024) – polski chemik, profesor dr hab. nauk chemicznych, profesor Zakładu Chemii Fizycznej Wydziału Chemii Uniwersytetu im. Adama Mickiewicza w Poznaniu.

## Życiorys
W 1976 uzyskał tytuł magistra, natomiast 14 grudnia 1984 obronił pracę doktorską pt. Zjawisko oddziaływań molekularnych w polu granicy faz metal-elektrolit. Następnie odbył staż podoktorski na Uniwersytecie w Sheffield, gdzie prowadził badania z zakresu problematyki granicy faz. 5 stycznia 2001 uzyskał stopień doktora habilitowanego na podstawie rozprawy zatytułowanej Teoria adsorpcji i jej zastosowanie do opisu właściwości wybranych rodzajów granic faz. 19 grudnia 2014 został mu nadany mu tytuł profesora nauk chemicznych.
Pełnił funkcję profesora nadzwyczajnego, a następnie profesora w Zakładzie Chemii Fizycznej na Wydziale Chemii Uniwersytetu im. Adama Mickiewicza w Poznaniu. Był także kierownikiem Zespołu Dydaktycznego Chemii Fizycznej tego wydziału. Jego praca naukowa koncentrowała się wokół zagadnień modelowania molekularnego i symulacji komputerowych (obejmujących badanie struktur oraz właściwości termodynamicznych obszarów międzyfazowych), z zastosowaniem m.in. metody Monte Carlo oraz dynamiki molekularnej. Zajmował się również analizą właściwości podwójnej warstwy elektrycznej z użyciem elektrolitów o wysokim stężeniu i stopionych soli oraz modelowaniem superkondensatorów z elektrodami grafenowymi.
Pochowany został 1 października 2024 na cmentarzu parafii Matki Bożej Częstochowskiej w Poznaniu.

## Wybrane publikacje
- 2010: The activity coefficient of high density systems with hard-sphere interactions: the application of the IGCMC method[1]
- 2015: Structure of an electric double layer containing a 2:2 valency dimer electrolyte[1]
- 2015: Interfacial properties of linear molecules modelled by dimer near a hard wall. A Monte Carlo and a density functional theory investigation[1]
- 2017: Influence of a size asymmetric dimer on the structure and differential capacitance of an electric double layer. A Monte Carlo study[1]